# Уиппл, Эмиэль
Эмиэль Уиикс Уиппл (Amiel Weeks Whipple) (15 октября 1818 — 7 мая 1863) — американский военный инженер и топограф, генерал армии Союза в годы гражданской войны. Получил смертельное ранение в сражении при Чанселлорсвилле. В его честь был назван один из вашингтонских фортов и форт Уиппл в Аризоне.

## Ранние годы
Эмиэль Уиппл родился в Гринвиче (Массачусетс), в семье Дэвида Уиппла (1783—1850) и Эбигейл Брайн Пеппер Уиппл (1787—1823). Он закончил Эмхерст-Колледж, а в 1837 году поступил в военную академию Вест-Пойнт, которую окончил 5-м по успеваемости в выпуске 1841 года. Его определили в 1-й артиллерийский полк в звании второго лейтенанта, но уже 28 сентября перевели в топографические инженеры. В том же году он занимался исследованием реки Потаско, а в 1841—1842 годах изучал русло Миссисипи у Нового Орлеана. В 1842—1844 годах занимался тригонометрическим и гидрографическим исследованием портсмутской гавани.
12 сентября 1943 года Уиппл женился в Портсмуте на Элеонор Мэри Шерберн (1824—1874). Из их детей выжил только Чарльз Уильям Уиппл, который служил подполковником в 1898—1899 годах.
24 апреля 1851 года получил звание первого лейтенанта.
В 1856—1856 годах исследовал местность на маршруте строительства железной дороги от реки Миссисипи до Тихого океана. 1 июля 1855 года получил звание капитана инженерных войск за 14 лет службы.

## Гражданская война
Когда началась гражданская война, Уиппл занимался конструкцией укреплений Вашингтона, а в июне-июле 1861 года состоял при Потомакской армии инженером-картографом. Он присутствовал при первом сражении при Булл-Ран и впоследствии составил карту этого сражения.
21 июля 1861 года за храбрость во время той кампании Уиппл получил временное звание подполковника регулярной армии.
Лето, осень и зиму он занимался укреплениями Вашингтона (получив 9 сентября звание майора регулярной армии), а 14 апреля 1862 года получил звание бригадного генерала добровольческой армии и командовал бригадой в Вашингтоне. Его бригада состояла из нескольких артиллерийских и одного пехотного полка:
- 101-й Нью-Йоркский пехотный полк, полк. Энрико Фарделла (в июне 1862 передан в бригаду Дэвида Бирни)
- 1-я Массачусетская батарея тяжелой артиллерии
- 2-й Нью-Йоркский тяжелоартиллерийский полк
- 4-й Нью-Йоркский тяжелоартиллерийский полк
- 11-я Нью-Йоркская отдельная батарея.
- 12-я Нью-Йоркская отдельная батарея.
- 1-й Висконсинский тяжелоартиллерийский полк

8 сентября он стал командиром дивизии, а 10 октября его дивизия стала 3-й дивизией III корпуса Потомакской армии. В ноябре-декабре 1862 года его дивизия состояла из двух бригад: Абрама Пьатта и Самуэля Кэррола.
III корпус не был задействован в сражении при Фредериксберге, однако 13 декабря Уиппл получил временное звание полковника регулярной армии за храбрость под Фредериксбергом.
В конце апреля 1863 года дивизия Уиппла участвовала в Чанселлорсвиллской кампании, и 2 — 4 мая обороняло Чанселлорсвиллское плато, где понесла тяжелые потери. Дивизия Уиппла в том сражении состояла из трёх бригад: Эмлена Франклина, Самуэля Боумана и Хайрема Бердана и трех артиллерийских батарей под командованием Джеймса Хантингдона. В боях у Чанселлорсвилла дивизия потеряла 115 человек убитыми, 679 ранеными и 289 пропавшими без вести (итого 1083 чел.)
Утром 4 мая, когда сражение фактически закончилось, Уиппл руководил возведением укреплений около штаба генерала Сиклса. Снайпера противника создавали много проблем, поэтому Сиклс велел Уипплу организовать снайперов Бердана для решения этой проблемы. Уиппл как раз писал приказ, когда пуля снайпера попала ему в спину, едва не задев позвоночник. Раненого Уиппла отвезли в Вашингтон, где он умер 7 мая. В тот же день ему было присвоено звание генерал-майора добровольческой армии задним числом от 3 мая.

## Память
В 1863 году в честь Уиппла был назван форт Уиппл в Аризоне. В том же году на арлингтонских высотах под Вашингтоном был построен форт, который так же был назван «Форт Уиппл», но впоследствии его переименовали в форт Миер.